# Stupeň B1060 Falconu 9
Stupeň B1060 Falconu 9 je první stupeň rakety Falcon 9 vyráběné společností SpaceX, jedná se o, patnáctý vyrobený exemplář verze Block 5. 13. ledna 2020 byl se stupněm proveden statický zažeh na základně McGregor. Poprvé letěl 30. června 2020 na misi GPSIII-SV03, kdy vynesl navigační družici sítě GPS. Po vynesení nákladu úspěšně přistál na plovoucí plošině JRTI.
Podruhé letěl 3. září 2020, kdy vynesl satelity Starlink. Potřetí letěl 24. října 2020, kdy vynesl další várku satelitů Starlink . Počtvrté letěl 8. ledna 2021, kdy vynesl tureckou telekomunikační družici Türksat 5A a znovu úspěšně přistál na JRTI.
Popáté letěl 4. února 2021, kdy vynesl další várku 60 satelitů Starlink. Během této mise došlo k novému rekordu v rychlosti ve znovupoužití, kdy tento stupeň letěl znovu po 27 dnech (předchozí rekord byl 37 dní, držel ho stupeň B1051 a byl překonán po pouhých 15 dnech).
Poosmé letěl tento stupeň na misi Transportér-2, při které bylo vyneseno celkem 88 různých malých družic a stupeň poté úspěšně přistál na přistávací ploše LZ-1.

## Přehled letů
| Číslo použití | Datum startu (UTC) | Let číslo | Doba mezi starty | Náklad          | Start | Místo startu | Přistání | Místo přistání | Poznámky |
| ------------- | ------------------ | --------- | ---------------- | --------------- | ----- | ------------ | -------- | -------------- | -------- |
| 1             | 30. června 2020    | 88        | —                | GPSIII-SV03     |       | CCAFS SLC-40 |          | JRTI           |          |
| 2             | 3. září 2020       | 93        | 65 dní           | Starlink V1-L11 |       | KSC LC-39A   |          | OCISLY         |          |
| 3             | 24. října 2020     | 96        | 51 dní           | Starlink v1-L14 |       | CCAFS SLC-40 |          | JRTI           |          |
| 4             | 8. ledna 2021      | 104       | 76 dní           | Türksat 5A      |       | CCAFS SLC-40 |          | JRTI           |          |
| 5             | 4. února 2021      | 107       | 27 dní           | Starlink v1-L18 |       | CCAFS SLC-40 |          | OCISLY         |          |
| 6             | 24. března 2021    | 112       | 48 dní           | Starlink v1-L22 |       | CCAFS SLC-40 |          | OCISLY         |          |
| 7             | 29. duben 2021     | 115       | 36 dní           | Starlink v1-L24 |       | CCAFS SLC-40 |          | JRTI           |          |
| 8             | 30. červen 2021    | 123       | 61 dní           | Transporter-2   |       | CCAFS SLC-40 |          | LZ-1           |          |